# 4459 Nusamaibashi
4459 Nusamaibashi eller 1990 BP2 är en asteroid i huvudbältet som upptäcktes den 30 januari 1990 av de båda japanska astronomerna Kazuro Watanabe och Masanori Matsuyama vid Kushiro-observatoriet. Den är uppkallad efter Nusamaibron.
Asteroiden har en diameter på ungefär 4 kilometer.